# Département de Guayaquil
1824–1830
Entités précédentes :
- Province libre de Guayaquil

Entités suivantes :
- Équateur

Le département de Guayaquil (departamento de Guayaquil, en espagnol) est une subdivision administrative de la Grande Colombie créée en 1824. Il est situé dans la partie ouest du territoire de l'actuel Équateur.

## Géographie

### Divisions administratives
Selon la Ley de División Territorial de la República de Colombia du 25 juin 1824, le département de Guayaquil est subdivisé en 2 provinces :
- Province de Guayaquil
- Province de Manabi